# Demacio Castellon
Demacio « Demo » Castellon est un ingénieur du son-producteur américano-cubain, membre du Demolition Crew. Il est également l'ex mari de la chanteuse Nelly Furtado.

## Albums mixés
- XZibit - Weapons of Mass Destruction
- Timbaland - Under Construction
- Aaliyah - Ultimate Aaliyah
- Aja - Aja
- Brandy - Afrodisiac
- Missy Elliott - This is Not a Test
- Ludacris - Te Red Light District
- Wyclef Jean - The Preacher's Son
- Fergie - The Dutchess
- The Game - The Documentary
- LL Cool J - The Definition
- Jay-Z - The Black Album
- José Feliciano - Señor Bolero 2
- Ricardo Montaner - Prohibido olvidar
- Loon - Loon
- Monica - Knock, Knock
- Missy Elliott - I'm Really Hot
- Rihanna - Good Girl Gone Bad
- Razorlight - Golden Touch
- Hikaru Utada - Exodus
- The Game - The Documentary
- Beyonce - Dangerously in Love
- Linkin Park - Collision Course
- Jay-Z - Collision Course
- Blu Cantrell - Bittersweet
- Madonna - American Life
- Enrique Iglesias - 7
- Pussycat Dolls - PCD
- Missy Elliot - Gossip Folks
- Snoop Dog - Tha Blue Carpet Treatment
- Timbaland - Shock Value
- 50Cent - Ayo Technology (single)
- Nelly Furtado - Loose
- Timbaland - Shock Value II
- Nelly Furtado - Mi plan
- Alexz Johnson - Voodoo Reloaded

## Albums produit
- Nelly Furtado - Mi Plan
- Nelly Furtado - Manos Al Aire (single)

## Vie personnelle
Il s'est marié le 19 juillet 2008 avec la chanteuse Nelly Furtado, selon ce que cette dernière a avoué le 19 octobre 2008 au magazine people américain People Magazine.